# Grossman Pictures
Grossman Pictures foi uma companhia cinematográfica estadunidense da era do cinema mudo que produziu apenas dois filmes, em 1920. Foi criada pelo diretor e produtor Harry Grossman.

## Histórico
Criada pelo cineasta e produtor cinematográfico Harry Grossman, instalou-se em Ithaca em agosto de 1919, no Renwick Studios, anteriormente ocupado por Theodore Wharton, e em 1920 mudou-se para Nova Iorque.
O estúdio produziu o filme Wits vs. Wits, em 1920, cujos direitos Grossman vendeu para a Hallmark, que depois vendeu-os para a British-American Pictures Finance Corp. Produziu também o seriado The $1,000,000 Dollar Reward, lançado em janeiro de 1920, em 15 capítulos.

## Filmografia
- The $1,000,000 Dollar Reward (seriado, 1920)[5]
- Wits vs. Wits (1920)